# Big River (Saskatchewan)
Big River es un pueblo canadiense situado en la provincia de Saskatchewan.

## Superficie
Big River tiene una superficie de 2,68 km².

## Demografía
En 2021, tenía 666 habitantes, una densidad poblacional de 248,1 hab./km², y 340 viviendas.